# Мерё, Ласло
Ласло Мерё (венг. Mérő László, родился 11 декабря 1949, Будапешт) — венгерский математик, психолог, разработчик видеоигр, профессор Будапештского Университета имени Лоранда Этвeша и клужского Университета Бабеша — Бойяи, автор книги Логика чудес.

## Биография
Ласло Мерё родился в Будапеште. В 1974 году oкончил Будапештский Университет имени Лоранда Этвeша. В 1980 году он получил степень кандидата по техническим наукам Венгерской академии наук.
Его работы были опубликованы в престижных международных изданиях. Является известным и уважаемым учёным как в самой Венгрии, так и во всем мире. Автор около 13 научно-популярных книг на темы: Теория Игр, Теория Вероятности, Психологии и других.

## Награды
- Первый приз жюри за «Mondrian Blocks», «Конкурс дизайна головоломок Ноб Йошигахара» (2019)[1]